# Сулешов, Юрий Яншеевич
Князь Ю́рий Янше́евич Сулешо́в (ок. 1584 — 1643) — боярин царя Михаила Фёдоровича, сын знатного выходца из Крымской орды.
Родился около 1584 года, начал карьеру стольником царя Бориса Годунова.
В 1605 году был отправлен в Новгород-Северский к князю Никите Романовичу Трубецкому после отражения приступа Лжедмитрия I, после свержения которого оставался стольником при Василии Шуйском, занимая неизменно первые места среди своей братьи.
В боярском списке 1610—1611 годов, среди стольников Сулешов занимает третье место, уступая первенство князю Ивану Михайловичу Катыреву-Ростовскому и князю Ивану Борисовичу Черкасскому. Боярин с 1615 года.
Не позже 1610 года Сулешов женился на Марфе Михайловне Салтыковой, племяннице Марфы Ивановны Романовой. Родной брат Василий Яншеевич — кравчий в 1627—1640 годах.

## Военная деятельность
Когда разруха Русского государства достигла высшей точки, Сулешов становится участником земских движений, направленных на восстановление государственного порядка, он находится в числе воевод и первого и второго земского ополчения. В мае 1611 года его из первого ополчения посылают на земскую службу в Торжок. В январе 1612 года за него поручаются под грамотой, выданной князю Д. Т. Трубецкому на Вагу воеводами и иерархами второго земского ополчения под Москвой.
В первые месяцы правления Михаила Фёдоровича Романова Сулешов находится при его дворе. В торжестве венчания на царство 11 июля 1613 года он шёл в процессии перед царём первым из 10 стольников. 11 и 13 июля был у царя стол, и «в большой стол смотрел стольник князь Юрья Еншин мурзин сын Сулешев».
Неохотно и не сразу уступали иноземцу почетные места при дворе. Сулешову пришлось выдержать целый ряд местнических споров, прежде чем установился круг лиц, которым не обидно было находиться под его руководством или руководить вместе с ним. Все известные столкновения кончаются в пользу Сулешова, но не все его побежденные противники становились ниже него рангом, так как царь щадил их родовое самолюбие.
Первое из таких дел относится к 18 сентября 1613 года когда царь принимал персидского посла Амир Албека. В числе стольников, обязанных в качестве рынд стоять около царя в белом платье, были назначены Сулешов и Иван Петрович Шереметев. Последний не хотел уступить первое место Сулешову и «бил челом» на него государю. Сулешов ответил встречной челобитной. Шереметев указывал, что Сулешов — «иноземец, а в нашу де версту по ся места менши его никто не бывал». Услышав это, Василий Иванович Бутурлин, Матвей Иванович Плещеев-Колоткин и князь Иван Фёдорович Троекуров били челом на Шереметева:
…а сказывает, что будто в его версту со князь Юрьем никто не бывал; а мы де, холопи твои, преж сего со князь Юрьем бывали; а Ивана Шереметева мы, холопи твои, ничем не хуже… а ему де Ивану не токмо со князь Юрьем, и с нами, холопи твоими, быть мочно.
Государь вынес своё решение:
…князь Юрью Еншину болши быть Ивана Шереметева, и в Розряде записать.
В 1614 году Сулешов уже среди ратных воевод, во главе отряда. Весной отправлен в Астрахань по Волге боярин князь Иван Никитич Меньшой Одоевский для действий против Заруцкого. А с конной ратью, берегом, отправлены Сулешов и князь Никита Петрович Барятинский, которые должны были заботиться о сборе служилых в Алатырь. Одоевский выступил из Москвы 19 апреля, а 29 июня в Астрахани получил извещение Сулешова и Барятинского из Алатыря о том, что они прибыли на место. Но Заруцкий, разбитый неоднократно царскими войсками, и Марина Мнишек уже 25 июня были схвачены своими же казаками и выданы. По-видимому, отряд Сулешова активного участия во всей кампании не принимал.
Осенью того же года царь ходил на богомолье в Троицкую Лавру:
…был стол у государя в Воздвиженском… В столы стольники смотрели: князь Юрья Сулешев да Исак Погожей.

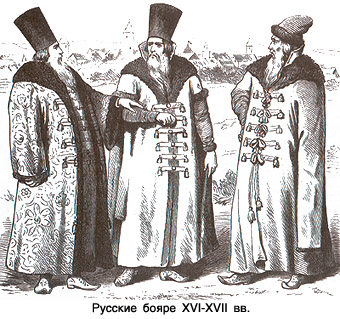
Русские бояре

2 февраля 1615 года Сулешов стал боярином. В конце 1615 или начале 1616 года «казанские и свияжские и иных многих понизовых городов татаровя и луговая черемиса заворовали». Царь поручил усмирение мятежа боярину Сулешову и стольнику князю Алексею Михайловичу Львову с отрядом в 1330 человек. Судя по величине рати, мятеж представлялся угрожающим. По городам отправлены были сборщики собрать служилых людей и привести их к Сулешову. Но, видимо, поход ограничился сбором ратных людей.
К первой половине 1617 года относится самое важное выступление Сулешова в качестве ратного воеводы. На западном фронте он сумел совершить несколько диверсий в тылу у Гонсевского, взяв в плен двух полковников, однако позже поляки стали теснить московские отряды Бутурлина и Погожего, стоявшие под Смоленском. 6 января 1617 года государь велел идти в Дорогобуж большой вспомогательной рати под начальством Сулешова и князя Семёна Васильевича Прозоровского. 16 февраля Сулешов был уже в Вязьме. Польский отряд полководца Чаплинского (бывшие «лисовчики») заставил Бутурлина и Погожего уйти из Смоленска, и напал на Сулешова в Дорогобуже, но был отбит с большими потерями (одних лишь пленников Сулешов захватил 240 человек). Царь 21 мая велел Сулешову и Прозоровскому со всеми ратными идти к Москве. Несмотря на неудачу похода, участники его были награждены.
Осенью 1618 года Сулешов в последний раз принимал участие в военных действиях. Владислав IV с польским войском приближался к Москве. По приговору земского собора 9 сентября оборона Москвы поручена 16 боярам, в их числе и Сулешов. В этой же осаде был и брат его — Маметша-мурза.
21 августа 1619 года братья получили жалованную грамоту на вотчины в Муромском и Нижегородском уездах за то, что они «стояли крепко и мужественно, и на боех и на приступех билися, не щадя голов своих».
Выходит, что Сулешов никаких талантов воеводы и полководца не проявил: алатырский и казанский походы ограничились сбором ратных, дорогобужский поход цели не достиг, дав отличиться лишь мелким начальникам, только мужество при обороне Москвы отмечено в официальной грамоте. И после 1618 года он полностью оставляет боевое поприще, обратившись к деятельности административной.

## Административная деятельность
Боярская книга 1615—1676 годов показывает высокое положение Сулешова среди своей братьи в новом сане. В ней отмечены 24 боярина, из которых у 4 денежный оклад не обозначен, из остальных двое имеют оклад в 700 рублей, следующий оклад — 500 рублей имеют только шестеро бояр, в их числе Сулешов. Интересно, что князь Иван Борисович Черкасский, двоюродный брат государя, первый, кого он пожаловал в боярство по вступлении на престол и в течение более двух лет остаётся при своем окладе стольника (200 рублей), а Сулешов, получивший боярство менее года назад, наделён почти высшим боярским окладом. Такое видное положение открывало Сулешову доступ к высшим, ответственным должностям в центральном и областном управлении, которые он и занимает в период с 1619 по 1640 год, почти без перерыва.

### Сыскной приказ
В 1619 году, незамедлительно по возвращении из польского плена, патриарх Филарет взялся за государственные дела. В этом же году он предпринимает меры против одного из величайших социальных зол своего времени — закладничества. Земский собор, очевидно, не без влияния Филарета, учредил приказ Сыскных Дел для сыска и возвращения в тягло закладчиков и вообще лиц вышедших из тягла. Во главе приказа поставлен Сулешов. От его деятельности на этом посту осталось мало следов: по-видимому, результаты были незначительны, а приказ вскоре закрыт, возможно, благодаря стараниям людей, против которых он был направлен.
Не поздней декабря того же года учрежден был другой приказ Сыскных Дел для пересмотра жалованных грамот и поручен сначала князю Ю. А. Сицкому. Ближе к марту 1621 года его сменил Сулешов, при обоих был дьяком Семён Васильевич Головин, до середины 1622 года. Известно довольно много грамот, пересмотренных и подтвержденных за это время, с подписью С. В. Головина.
Деятельность Сулешова и здесь оказалась неудовлетворительной: сменивший его в феврале 1623 года боярин Борис Михайлович Лыков с дьяком П. Пахиревым стали вторично пересматривать грамоты, подтвержденные Сулешовым, и исправлять их.

### Назначение в Тобольск
В январе 1623 года он назначен воеводой в Тобольск, фактически отправлен в почётную ссылку. В каком духе был произведён вторичный пересмотр жалованных грамот князем Лыковым и чьё негодование возбудил Сулешов неизвестно. Однако, сначала пересмотр производился по челобитью самих грамотчиков, а позднее — по приказу государя, известно также, что вторичному пересмотру подверглась грамота Симонова монастыря, который Сулешовы всегда одаривали и, который был их усыпальницей. В монастыре Сулешов выстроил церковь в год отъезда в Сибирь. С одной стороны это говорит о снисходительности Сулешова к грамотникам, с другой стороны, Филарет не мог поручать борьбу со злоупотреблениями нечестным и не волевым людям, так как это погубило бы все его начинания.
В эти же годы Сулешов принял участие в важном деле. В ожидании новой войны с Польшей земский собор 12 октября 1621 года предпринял большой сыск поместных и денежных окладов стольников, стряпчих, дворян и бояр всех городов. Во все округа поехали бояре приводить в готовность военные силы государства, Сулешов с дьяком Πотапом Внуковым отправлен в один из важнейших округов — Рязань и Мещеру.

#### Местнические споры

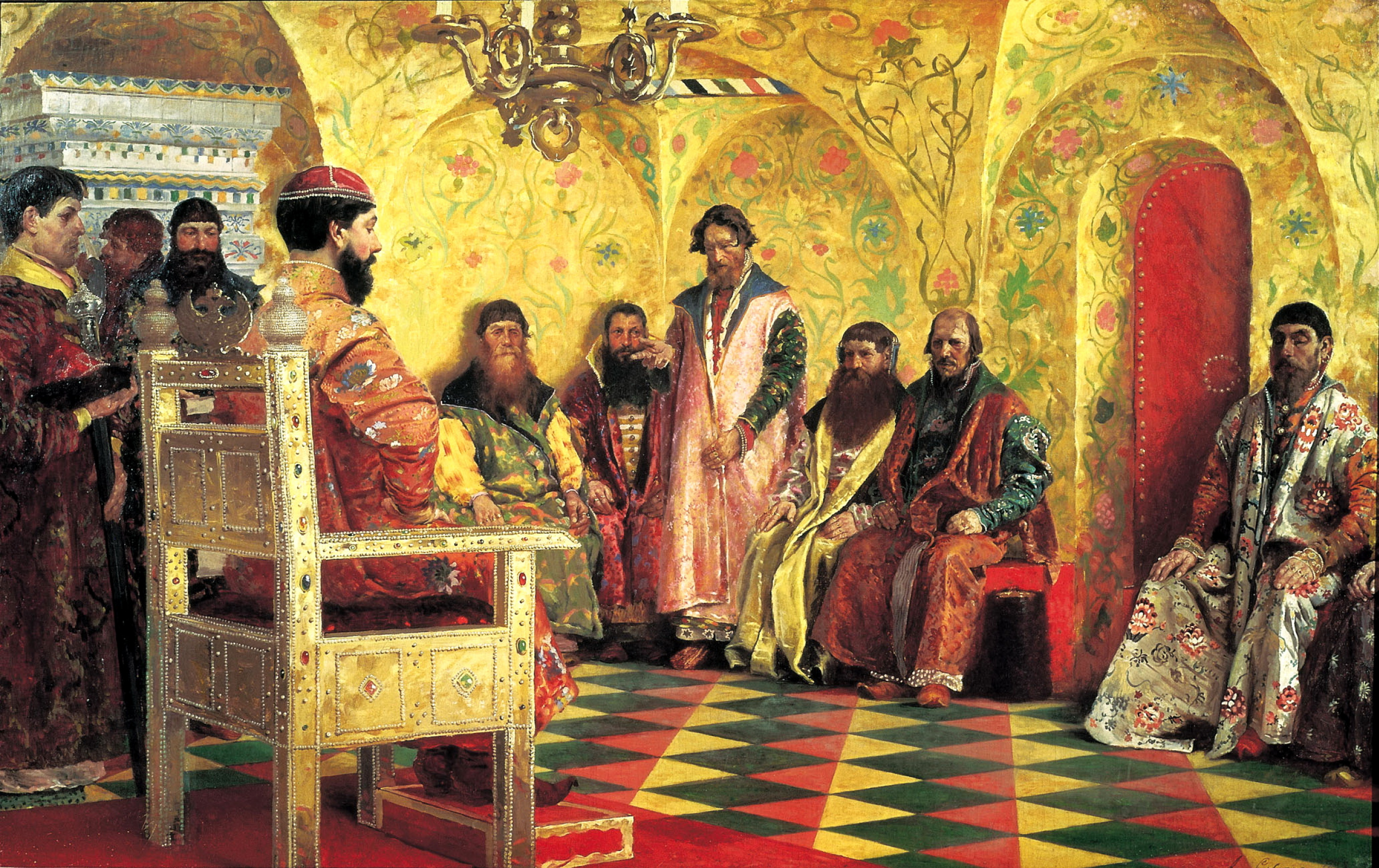
А. П. Рябушкин, «Сидение царя Михаила Фёдоровича с боярами в его государевой комнате». 1893. Государственная Третьяковская галерея, Москва.

Первые же два появления Сулешова за царским столом сопровождались местническим спором. 6 августа 1621 года у государева стола были Сулешов и князь Григорий Петрович Ромодановский. Последний бил челом на Сулешова, утверждая, что ему меньше его быть не положено:
…как князь Григорей послан был в прошлом 124 году на съезд с крымскими послы, а в послех в те поры был дядя князь Юрьев болшой Ахмет паша Сулешев, а приезжал на съезд к нему князь Григорью и в государеве шатре у него был.
Царь и патриарх ответили:
…что ему князь Григорью и с Ахмет пашею какие места: Ахмет паша служит крымскому царю, а князь Юрья ему государю служить…
Затем царь решительно объявил челобитчику:
…с князь Юрьем ему мочно быть, и лучше де тебя с князь Юрьем бывали… И велел ему государь сесть под князь Юрьем. И князь Григорей под князь Юрьем в столе сидел.
Князья Прозоровский, Сицкой и Третьяков, считая себя не хуже Ромодановского, били челом, помогая Сулешову:
Мы бывали и с меньшим с князь Юрьевым братом, с князь Васильем Сулешовым.
Сулешов не удовлетворился решением царя и после обеда бил челом патриарху на бесчестье, надеясь на его покровительство. В ответе Филарета звучит раздражение:
Каково де безчестья хочешь, ведь де и так князь Григорей под тобою сидели, и ему сказано, что ему быть с тобою мочно; а о оборони отказано.
14 марта 1622 года с Сулешовым у государева стола присутствовал боярин князь Дмитрий Михайлович Пожарский, который бил челом на Сулешова, так как князь Г. П. Ромодановский приходился ему далёким родственником и хотел поддержать его. Патриарх напомнил, что Ромодановскому в его челобитье на Сулешова отказано.
Дважды у государева стола присутствует также и патриарх Филарет, Сулешов к нему обращается с просьбой о покровительстве, и он принимает участие в разборе спора. Возможно, что именно Филарет выдвигает Сулешова вперёд и является его покровителем. Но как бы то ни было, это покровительство не избавило его от сибирской службы.

#### Сибирские реформы Сулешова
Назначение Сулешова в Тобольск состоялось 13 января 1623 года, отправление — не ранее февраля. В товарищи Сулешову назначен Фёдор Кириллович Смердов-Плещеев и дьяки Герасим Мартемьянов и Никита Леонтьев. В Верхотурье воеводами посланы князья Н. П. Барятинский, соратник Сулешова по алатырскому и дорогобужскому походу, и Максим Семёнович Языков, который спустя 19 лет является душеприказчиком в завещании Сулешова. Кроме того Сулешову даны двое писарей, которых до этого в Тобольске не было. Дьяк Мартемьянов ранее был при Сулешове дьяком приказа Сыскных дел в 1619 году, затем с 1620 года — дьяком Поместного приказа, но вместе с другим дьяком — Новокитоновым, они позволили себе записать неточно постановление земского собора от 12 марта 1620 года, иначе говоря, совершили служебный подлог, который открылся спустя 2 года, и, вероятно, благодаря этому Мартемьянов отправлен на сибирскую службу, а Сулешов получил в своё распоряжение человека опытного в области земельных дел и отношений. Таким образом, вокруг Сулешова в Сибири собрался усиленный штат служащих, его друзья и опытные дельцы. Наказ, данный ему из приказа Казанского дворца князем Дмитрием Мамстрюковичем Черкасским, предоставлял большую свободу действий:
…а велено ему, будучи в Сибири, в Тоболску и во всех сибирских городех искати во всем государю прибыли и делати во всем, смотря по тамошнему делу, как его Бог вразумит.
В Сибири Сулешова ждало большое дело. Несколько лет уже государь требовал, чтобы местные воеводы произвели опись населённых пунктов, жителей и их род деятельности, но воеводы бездействовали. Только Сулешов начал выполнение этого требования.
Разсмотря тамошних сибирских мест, посылал детей боярских с подьячими, приведчи к крестному целованью, всяких земель писать и дозирать, и ясачных людей и посадцких и пашенных крестьян и всяких людей описывать.
Однако его ожидала главная проблема этой местности — неустроенность путей сообщения при громадности расстояний, что могло растянуть выполнение этого поручения на многие годы. Русские владения уже охватывали значительную часть бассейна Енисея, эта территория превышала европейские владения. Тем не менее, организаторские способности, идейное вдохновение и огромный труд исполнителей позволили завершить почти всё это в течение 1623 и 1624 годов, следующему воеводе оставалось закончить лишь опись архиерейского дома. Произведённая ревизия была чревата последствиями, так как установила присутствие в Сибири высокого числа безработных, тогда как воеводы жаловались на отсутствие рабочей силы. Также было обнаружено много земель, возделываемых жителями на самих себя без ведома властей, много частных промыслов, не приносящих выгоды казне. Из ревизии вытек ряд «уложений боярина кн. Ю. Я. Сулешова», которые совершенно преобразили характер местной жизни, внесли в неё порядок и настолько соответствовали её условиям, что, за немногими исключениями, просуществовали очень долго. В то же время Сулешов упорядочил казённую отчетность, первый составив «сметные книги хлебных и денежных доходов и расходов». До этого Сибирь во многих сторонах экономической жизни зависела от Европейской России. Служилые люди получали, кроме денежного, и хлебное жалование, но собственного местного хлеба у казны не было. Его в большом количестве привозили из поморских и поволжских уездов, что оказывало существенную нагрузку на казну и составляло тяжелую повинность для жителей, обязанных доставлять свой хлеб в Сибирь собственными силами, а преодоление трудного пути часто заканчивалось неудачей и они не возвращались домой. «Пашенное уложение» Сулешова установило правильное соответствие между величиной пашни, которую крестьянин пашет на себя, и количеством десятин, которое он обязан пахать за это на государя. Строго соблюдаемое «Хлебное уложение» установило сбор пятой части полученного хлеба с пашен служилых людей. Многие служилые, получая хлебное жалование, самовольно захватили себе земли и стали пахать на себя, им была оставлена пашня, но выдача хлебного жалования прекращена. В связи с этим пересмотрены оклады денежного жалования, которые в различных городах были разными. Так установлено два разряда городов — пашенные и непашенные. Для каждого разряда произведено уравнение жалования, кое-где сокращены оклады казакам и стрельцам. Благодаря чему удалось получить высокую экономию казны, а из Казани стали присылать жалование сибирским служилым вдвое меньше прежнего. В непашенных городах (Мангазея и др.), вместо дорогой покупки хлеба, Сулешов стал с купцов и промышленников брать в виде пошлины десятину из их хлебных запасов. Когда же всё-таки приходилось покупать хлеб в казну, то в сибирских городах платили по 20 алтын за четь и меньше, вместо прежних рубля и полутора. В целях увеличения пашни основывались новые крестьянские слободы в плодородных местностях (таких как на pеке Нице). В результате всего этого Сибирь стала обходиться собственным хлебом, уже в 1624 году стало «хлебными запасы мочно в сибирских городех пронятца без присылки поморских городов». Соседние европейские уезды избавились от разорительной повинности, снизилась нагрузка на казну, а население теперь знало размеры своих повинностей, что оставляло меньше простора различным злоупотреблениям.
«Уложения» Сулешова значительно увеличили доходы казны с ясачных инородцев и с сибирской торговли. Ясак был увеличен, но не представлялся отяготительным, так вскоре тюменские татары-ямщики просят перевести их на ясак, пусть даже с прибавкой к прежнему, но избавить их от ямской повинности, которая им «не за обычай».
Население, проживавшее до этого вольготно, не платя тягла, не неся иных повинностей, также привлекло к себе внимание Сулешова. Посадские люди были обложены оброком. Под оброк попали было и монастырские половники, но у Тобольского Знаменского монастыря все его 10 половников разбрелись, в итоге пришлось новых половников монастыря от оброка освободить. Сулешов старался вообще распределять повинности наиболее целесообразно. На Верхотурский волок в бродовщики (чинить дороги и мосты) посылались раньше крестьяне, для которых это было очень тягостно, Сулешов заменил их ямскими охотниками. В Мангазею на годовую службу прежде посылались 50 казаков из состава Тобольского войска. Сулешов, не ослабляя тобольских сил, набрал эти 50 человек из вольных людей и послал их в Мангазею. Привлечение не занятой рабочей силы к делу принесло ещё одно немалое облегчение для прилегающих европейских уездов. Прекращена посылка плотников из поморских уездов, их стали нанимать на месте. Прекращена посылка посадских людей из Казани в Сибирь на таможенные службы, стали избирать из местных посадских.
В 1624 году, при приёме города Томск новые воеводы князь Афанасий Фёдорович Гагарин и Семён Васильевич Дивов открыли недочёт казны у прежних князей Ивана Шеховского и Максима Ивановича Радилова: более 388 рублей деньгами и более 1000 четей хлеба. Дело получило законный ход, и Сулешов нажил себе врагов на всю жизнь. В Тобольске был уничтожен кабак, в Таре зерновой откуп, так как служилые люди проигрывали в зернь своё оружие, от чего происходили «татьба и воровство великия», и «сами себя из самопалов» убивали и давились. Сам Сулешов заслужил себе репутацию безупречно честного человека. Борьба со злоупотреблениями не мешала заботиться о награждении заслуг. При Сулешове в 1624 году основана и построена богадельня из государственной казны «для отставных старых и увечных» воинов, согласно их челобитью, причём некоторые из них служили в Сибири по 40 лет.
Воеводство Сулешова является переломом в истории Сибири. До него, на протяжении 40 лет шло непрерывное «приискание новых и новых землиц под высокую руку государеву». Каждый новый воевода старался отличиться увеличением территории и числа подвластных ясачных. K времени Сулешова захвачено было громадное пространство, на котором царили беспорядки. Несправедливость томских воевод, вызывавшие неоднократные восстания и набеги киргизов, получают решительное осуждение. Сношения с калмыками и Алтын-ханом монгольским не встречают сочувствия воеводы, и из Москвы приходит приказ: не пропускать их послов в Москву по всякому пустому поводу. Морской путь в Мангазею из приполярной России закрывается, чтобы «немецкие люди» как-нибудь его не проведали.
Сулешов сосредоточился исключительно на внутренних делах. Его мероприятия требовали большого напряжения со стороны сибирского населения. Предприимчивые и алчные авантюристы, составлявшие массу сибиряков, не могли быть довольны, когда их лишали льгот, хотя бы незаконных, когда их принуждали браться за тяжелую работу, отвлекая от легкой наживы, когда преследовали и наказывали за то, что до той поры считалось допустимым и обычным. Известно о заговоре тюменских служилых людей — атамана пеших казаков Приезжего Рязанова с товарищи. Хотели подстеречь Сулешова на обратном пути из Тобольска в Москву, ограбить и убить. Заговорщиков выдал, по-видимому, атаман тюменских же конных казаков Иван Воинов. Как бы то ни было, Сулешов не мог не знать о множестве недовольных, слухи о заговоре должны были дойти до него, он мог ожидать агрессии против себя в любой момент и на каждом шагу.
Его душевное состояние в этот период было очень нервным, так произошёл случай с тобольским боярским сыном Данилой Низовцовым. В апреле 1625 года, когда Сулешов дослуживал в Тобольске последние месяцы, он был в Софийском соборе. Все пошли к нему христосоваться. Низовцов подошёл с яйцом в руке, наклонился и поцеловал Сулешова в руку вместо губ. Увидя в этом воровской умысел, Сулешов тут же в церкви, «перед архиепископом и перед товарищи и перед всеми людьми, зашиб» его в щёку, обругал, послал в тюрьму и подал на него челобитную митрополиту Макарию, прося расследовать дело, так как подозревал заговор. Низовцову пришлось съездить в Москву, видимо, он вернулся оттуда благополучно.
29 мая 1625 года Сулешов сдал дела своему преемнику боярину князю Дмитрию Тимофеевичу Трубецкому, 22 августа того же года он присутствует у государева стола. Сотрудники Сулешова по сибирской службе были награждены, и сам он к прежнему окладу в 500 рублей получил прибавку в 50 рублей и снова стал в первых рядах боярства. Если и были подозрения на него два года назад, то теперь нет и следов их: блестящая служба всё покрыла. Отзыв Казанского Дворца о заслугах его формулируется в следующих словах:
И всякими делы боярин князь Юрьи Яншеевич Сулешев Сибирскую землю, по своему высмотру, обновил и во всем устроил.
Для разоренной московской казны была весьма чувствительна как большая экономия, так и прямая прибыль, доставленная в итоге мероприятий Сулешова. Реформы, произведенные им своей властью, санкционированы законодательным путём и впоследствии не раз подтверждались, как при жизни Сулешова, так и после смерти, в течение двух долгих царствований, ему отдавали должное даже его преемники, позднейшие сибирские воеводы, отнюдь не склонные восхвалять своих предшественников. И по возвращении в Москву Сулешов продолжал влиять на сибирские дела в боярской думе. В январе 1627 года дума назначала воевод в Сибирь, на место тех, которые сменили Сулешова с товарищами. На Верхотурье второй воевода не послан:
…потому что сказал государю боярин князь Ю. Я. Сулешов, что на Верхотурье другому воеводе быть нечего для, только государеве казне в жалованье и в подводех убыток, а на Верхотурье воеводе мочно быть одному.
 Равным образом, по совету Сулешова не посланы вторые воеводы в Тюмень, Берёзов и Сургут, и только 4 города остались с двумя воеводами каждый: Тобольск, Тара, Мангазея и Томск.
5 февраля 1626 года Сулешов присутствует на бракосочетании царя Михаила Фёдоровича с Евдокией Лукьяновной Стрешневой. Здесь впервые упоминается его жена княгиня Марфа Михайловна, которая теперь часто встречается в числе приезжих боярынь. С февраля 1625 года и приблизительно до мая 1630 года Сулешов сидит судьей в приказе Сыскных Дел, оставаясь дольше всех на этой должности в царствование Михаила Фёдоровича. С одним и тем же дьяком — Иваном Переносовым Сулешов в 1626 году ведает ещё приказ Приказных Дел.
Сулешову был поручен надзор за деятельностью дозорщиков. Перевод посадских людей в московскую суконную сотню тоже в ведении приказа Сыскных Дел. Вместе с тем 22 августа 1628 года Сулешову «сказано в Розбойный приказ», где он бывал ещё в 1629 и 1630 годах. В товарищах с ним здесь был Иван Васильевич Измаилов, затем Борис Иванович Пушкин. Спустя 3 месяца после назначения Сулешова, царь и патриарх слушают и утверждают новые статьи, касающиеся делопроизводства Разбойного приказа. На основании сохранившихся дел можно предположить, что, при всей своей суровости, Сулешов влиял на царские приговоры в смягчающем духе: в случаях, за которые ранее виновные подвергались смертной казни, мы видим теперь ссылку в Сибирь на поселение. Кроме обычных приказных дел, на Сулешова по-прежнему возлагались ответственные поручения. В первой половине 1628 года ему поручено верстать новиков всех городов.

### В Разбойном приказе
В июне или мае 1630 года Сулешов сменён из приказа Сыскных Дел и с дьяками Разбойного приказа Иваном Сафоновым и Никитой Посниковым отправлен в уезд на разбор служилых в статьи к денежному жалованью, сохранились десятни его разбора бежечан, угличан и звенигородцев, дворян и детей боярских. Однако уже через несколько месяцев он назначен воеводой в Великий Новгород.

По возвращении из Новгорода Сулешов снова получает в ведение Разбойный приказ, где остается в течение более трёх с половиной лет, смещён 7 июня 1636 года. Деятельность его здесь мало известна, скорей всего, она была тесно связана с военными потребностями времени — со Смоленским походом 1633—1634 годов. Ещё 27 июня 1633 года Сулешову поручен сбор ратных людей и денег для этого похода. Было приказано: 
Обирать тех даточных не мешкая, а собрав, пересмотрети тех даточных людей на лицо, а стреляти им велети при себе, а пересмотря, велети им сказати, чтобы они на государеву службу под Смоленеск со всею службою их запасы были готовы, а идти им под Смоленеск тотчас, безо всякого задержания.
Теми же потребностями было вызвано ещё одно особое поручение Сулешову; так, в ноябре и декабре 1633 года он с князем Н. М. Мезецким произвёл перепись дворцов и людей Москвы «для осадного времени», в ожидании поляков. В декабре того же года Сулешов раздавал денежное жалование служилым, отправляемым с князем Черкасским и Пожарским под Смоленск на смену Шеина. В сентябре 1634 года Сулешов произвёл досмотр города Ростова. Можно сделать вывод о царском благоволении к нему. Сулешов часто появлялся у государева стола: в течение 5 лет (1625—1630) — 16 раз, в течение трёх с половиной лет (1632—1636) — 18 раз, и за всё время одно местническое дело в феврале 1634 года с боярином Борисом Михайловичем Салтыковым, после смерти Филарета возвращённым к двору. На поставлении нового патриарха Иоасафа Сулешов водил под патриархом осла и был 6 февраля у государева стола, где присутствовали патриарх и бояре князь Иван Борисович Черкасский, Сулешов, Б. М. Салтыков. Последний не хотел сесть под Сулешова и не явился к столу, его привезли насильно, посадили, а потом за бесчестье князя Юрия Яншеевича кинули в тюрьму. Положение Сулешова, по-видимому, окончательно упрочилось, местнических дел у него не было. 10 июня 1635 года он встречал тело царя Василия Шуйского, возвращённое из Литвы, за Арбатскими воротами, с ним были боярин Б. М. Салтыков и окольничий M. M. Салтыков, с ними же Сулешов ночевал у гроба в арханьеле.
Смещённый из Разбойного приказа, Сулешов полтора года провёл без особых дел, так как нет следов его удаления от двора и из думы.

### В Новгороде
10 сентября 1630 года Сулешов назначен (из Разбойного приказа) на воеводство в Великий Новгород, с ним князь Семён Никитович Гагарин на место боярина князя Д. М. Пожарского и Μ. Φ. Глебова. Почти одновременно его брат Василий Яншеевич исчезает из дворцовых записей на 7 месяцев. Судя по сметному списку, Сулешов был единственным в этом году боярином на воеводстве в уезде, другие пребывали в Москве. В Новгороде Сулешова занимали, главным образом, дела по сношениям со Швецией, он проявлял осторожность, даже придирчивость в вопросе о выдаче перебежчиков, заботился о поддержании городских укреплений в целости, о содержании боевых сил в готовности. Во внутренних мероприятиях как обычно заботливость Сулешова об интересах государевой казны, так, в первый же год воеводства он посылает «в новгородские монастыри отписывать на государя збруи всякие». 11 октября 1632 года на место Сулешова и Гагарина назначены князья Иван Михайлович Катырев-Ростовский и Павел Иванович Волынский.
В 1638 году, не ранее января или даже февраля, он назначен вторично воеводой в Новгород Великий. Круг дел его и теперь тот же, что 8 лет назад, исправление укреплений, осторожность в сношениях с иноземцами, придирчивость в пропуске за рубеж. Замечается неблагожелательность по отношению к церковным монастырским властям, которые умеют, однако, найти себе защиту в Москве. Так, новгородские откупщики в течение двух лет притесняли рыболовов Спасо-Преображенского Старорусского монастыря (Юрьев монастырь) на озере Ильмень, и только вмешательство приказа Большого Дворца восстанавливает их прежние льготы. Сулешов прекратил было выдачу денежного жалованья и хлебной ржи Софийскому собору в Новгороде, но государь предписал выдать следуемое «без московские волокиты» и впредь выдавать «ежелет». Пленных татар Сулешов посылает в Тихвинский монастырь на содержание. Замечается стремление ограничить многочисленные льготы духовенства и привлечь его средства к удовлетворению государственных нужд. В Новгороде Сулешов болел и хлопотал через брата об отправлении к нему «для лечьбы» лекаря Вилима. Но царская грамота говорит:
Только послать и у нас в аптеке такого лекаря не останется.
14 февраля 1640 года Сулешова сменил боярин князь Андрей Васильевич Хилков.

## Последние годы жизни

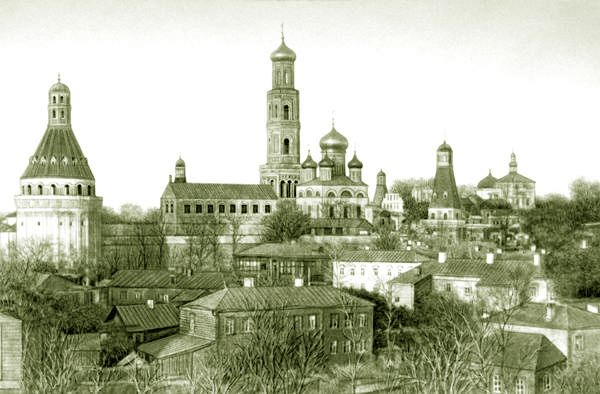
Симонов монастырь, 1882 г.

Последние годы жизни Сулешов не занимал никакой должности, хотя несомненно пребывал при дворе. Сопровождал государя в Вязниковском походе на богомолье, бывал у государя за столом, выставлял даточных людей в цветном платье и на конях при встрече иностранных послов и датского королевича Вольдемара. Последнее упоминание о нём в дворцовых разрядах относится к государеву столу 1 марта 1642 года. Почти через год, 7 февраля 1643 года, чувствуя приближение смерти, Сулешов составил завещание, в котором распорядился своим богатейшим по тому времени имуществом. Душеприказчиком был назначен патриарх Иосиф, а ему в помощь — протопоп Иоаким, боярин М. М. Салтыков и М. С. Языков. Сулешов пережил жену, дочь, брата. Его богатые вотчины, с царского разрешения, переходили к внуку — князю Ивану Кореповичу Юсупову и отчасти к князю Якову Куденетовичу Черкасскому. Кроме внука, прямого потомства Сулешов не оставил, судя по этому завещанию. Перечисляя свои долги, которые должны уплатить душеприказчики, Сулешов оговаривается, что если кто-нибудь ещё предъявит требования, заплатить и их, так как он мог что-то забыть.
«Русский биографический словарь А. А. Половцова» сообщает, что на другой день после составления завещания он умер и «погребен самим патриархом в Симоновом монастыре», вместе со своими родителями. И. Е. Забелин привёл сведения, что «патриарх ходил в Симонов монастырь 9 марта 1643 г. отпевать по боярине Юрии Яншеевиче Сулешеве». Эта информация была приведена в Московском некрополе в сноске к данным по Ивану Яншеевичу Сулешеву, датой смерти которого было указано: «† 8 марта 7151 (1643)».